# 索迪爾 (愛荷華州)
索迪爾（英語：Soldier）是一個位於美國愛荷華州莫諾納縣的城市。

## 地理
索迪爾的座標為41°59′05″N 95°46′48″W / 41.98472°N 95.78000°W，而該地的平均海拔高度為355米（即1165英尺）。

## 人口
根據2010年美國人口普查的數據，索迪爾的面積為0.75平方千米，當中陸地面積為0.75平方千米，而水域面積為0.00平方千米。當地共有人口174人，而人口密度為每平方千米232人。